# Miejska i Powiatowa Biblioteka Publiczna im. Ryszarda Kincla w Raciborzu
Miejska i Powiatowa Biblioteka Publiczna im. Ryszarda Kincla w Raciborzu − placówka kulturalna na terenie miasta Racibórz, zajmująca się gromadzeniem, opracowaniem, przechowywaniem i udostępnianiem zbiorów na nośnikach fizycznych oraz udzielająca informacji o swoich i obcych materiałach bibliotecznych. Obecnie znajduje się w Willi Hansa Piontka.

## Historia

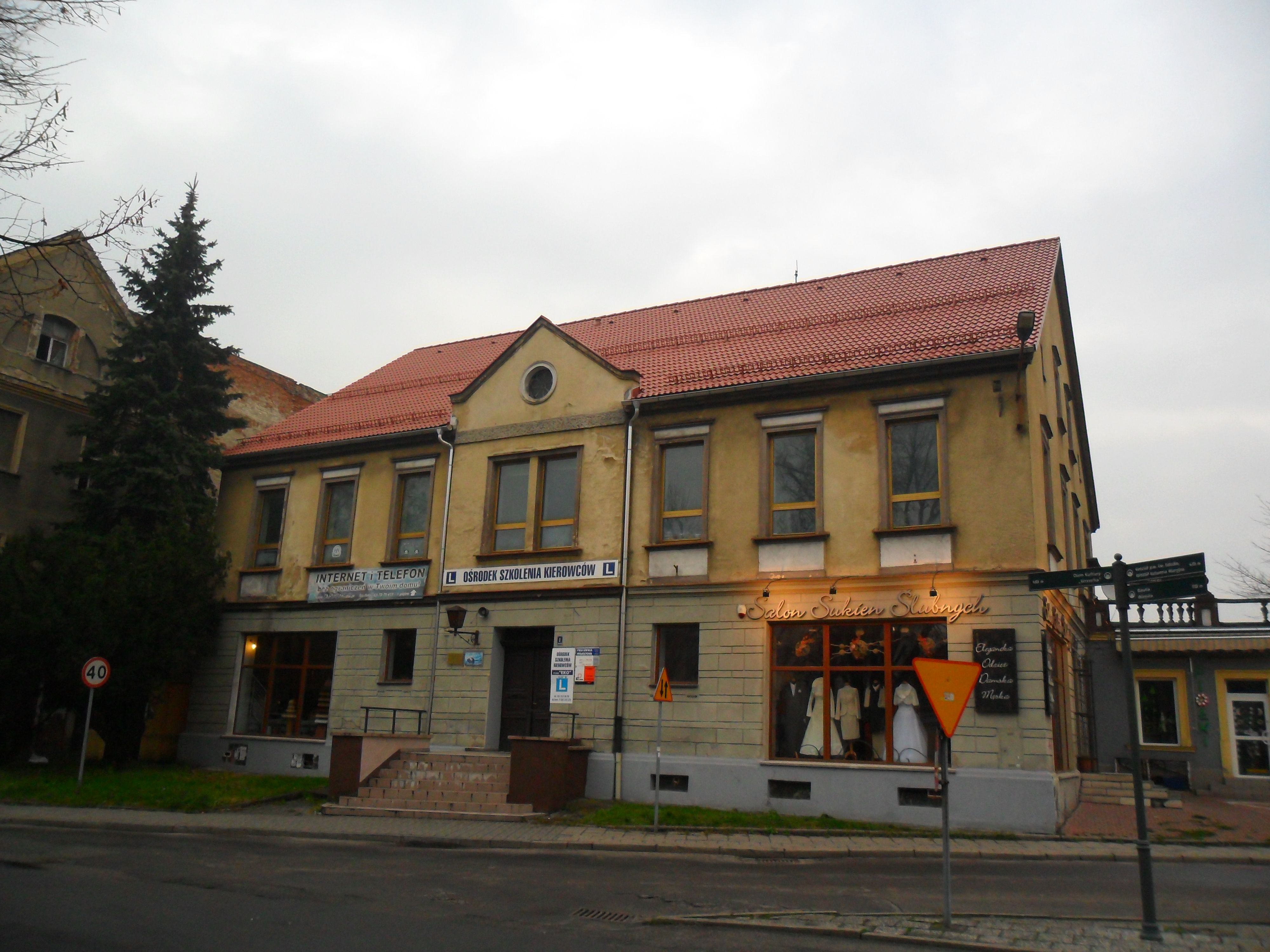
W tym budynku przy placu Wolności 1 znajdowała się w latach 1949–1953 miejska biblioteka

Jako datę powstania Miejskiej Biblioteki Publicznej w Raciborzu przyjmuje się datę wpisania pierwszej książki do księgi inwentarzowej. Miało to miejsce 20 lipca 1948 roku, a pierwszą książką była Leżąc krzyżem Władysława Dunarawskiego. Początkowo księgozbiór biblioteki stanowiło 445 woluminów. Siedziba biblioteki mieściła się przy ul. Panieńskiej 12, gdzie zajmowała jeden pokój, a cały księgozbiór zajmował dwa regały. Placówka służyła wtedy 30 czytelnikom.
W 1949 roku biblioteka zmieniła siedzibę i zajęła lokal przy pl. Wolności 1. Księgozbiór stał się bogatszy, a coraz więcej mieszkańców zapisywało się do placówki, w tym duża liczba dzieci. W związku z tym w 1951 roku wśród 3 osób pracujących w bibliotece jedna zajmowała się pracą z dziećmi.
W 1953 roku biblioteka kolejny raz zmieniła siedzibę na lokal na I piętrze przy Rynku 12. Placówka otrzymała 5 pomieszczeń, w których urządzono wypożyczalnię dla dorosłych, kącik czytelniczy, magazyn, kancelarię oraz wypożyczalnię dla dzieci. Oprócz tego w tym samym roku na terenie miasta działały trzy filie biblioteki: w Studziennej, na Ostrogu oraz na Ocicach. Od 1954 roku biblioteka mogła sama zaopatrywać się w książki w miejskiej księgarni. Wcześniej zaopatrywana była centralnie w przede wszystkim książki o tematyce społeczno-politycznej.
W 1957 roku oprócz filii bibliotecznych funkcjonowały także 4 punkty biblioteczne w takich instytucjach jak Hotel Robotniczy FUT, Opolskie Zakłady Zbożowe, Dom dla Nieuleczalnie Chorych „Caritas” oraz Szkoła Ćwiczeń Studium Nauczycielskiego. Liczba czytelników w 1959 roku wynosiła 1 646. W 1960 roku w stosunku do roku poprzedniego nastąpił wzrost wypożyczeń o 17 849 książek, a liczba czytelników wyniosła 2 492. W związku ze wzrostem czytelnictwa powstał Ośrodek Informacyjno-Bibliograficzny, którego zadaniem była popularyzacja zasobów biblioteki. Zakupiono także rocznik Nowin Raciborskich w częstochowskim antykwariacie. Natomiast Wojewódzka Biblioteka w Opolu zakupiła dla biblioteki roczniki Nowin Raciborskich na mikrofilmach. Prowadzono również w większym stopniu działalność kulturalno-oświatową, w ramach której organizowano spotkania autorskie. W bibliotece gościli m.in. Halina Snopkiewicz, Olgierd Budrewicz, Jerzy Krzysztoń, Marian Brandys, Jerzy Waldorff, Stanisław Strumph-Wojtkiewicz, Jerzy Andrzejewski.
W 1965 roku Oddział Dziecięcy przeniesiono do nowego lokalu przy ul. Wojska Polskiego 4. W 1966 roku w mieście działało już 6 filii biblioteki: w Studziennej, na Ostrogu, na Ocicach, na Płoni, w Szpitalu Miejskim oraz w Powiatowym Domu Kultury. W 1967 roku została otwarta kolejna filia w Zakładzie Karnym.
W połowie lat 70. XX wieku biblioteka otrzymała nowy lokal przy ul. Kasprowicza 12. Jednakże nowa siedziba wymagała remontu, który trwał kilka lat. Po remoncie do nowego lokalu została przeniesiona jedynie literatura piękna, a lektury i literatura naukowa pozostała w budynku przy Rynku. W 1975 roku powstał Oddział Muzyczny biblioteki funkcjonujący do dzisiaj. Od 1981 roku biblioteka funkcjonowała w dwóch budynkach: przy ul. Kasprowicza oraz przy Rynku.
W latach 80. i 90. XX wieku nastąpił spadek czytelnictwa, a także na zakup książek przeznaczano coraz mniej środków. W 1995 roku została zlikwidowana Filia Nr 6 w Domu Kultury „Strzecha”. W 1997 roku powódź zniszczyła księgozbiory Filii Nr 2 na Ostrogu i Filii Nr 5 na Płoni. 17 listopada 1999 roku Uchwałą Rady Miejskiej została powołana Miejska i Powiatowa Biblioteka Publiczna w Raciborzu.
W 2002 roku Oddział Dziecięcy Biblioteki został przeniesiony z siedziby przy ul. Wojska Polskiego do budynku przy ul. Kasprowicza 12. W 2005 roku Oddział Dziecięcy miał 1514 zarejestrowanych czytelników oraz wypożyczył 37 380 egzemplarzy swoich zbiorów.
31 maja 2006 roku w gmachu biblioteki odsłonięto tablicę pamiątkową poświęconą wieloletniemu dyrektorowi tej placówki, Ryszardowi Kinclowi. Dokonali tego jego żona oraz przyjaciel, Paweł Newerla. Podczas uroczystości Mirosław Lenk, przewodniczący komisji oświaty, kultury i sportu przeczytał Uchwałę Rady Miasta w sprawie nadania bibliotece imienia Ryszarda Kincla.

## Struktura organizacyjna
Miejska i Powiatowa Biblioteka Publiczna im. Ryszarda Kincla w Raciborzu składa się z Biblioteki Głównej oraz 8 filii działających na terenie niektórych dzielnic miasta.

### Biblioteka Główna

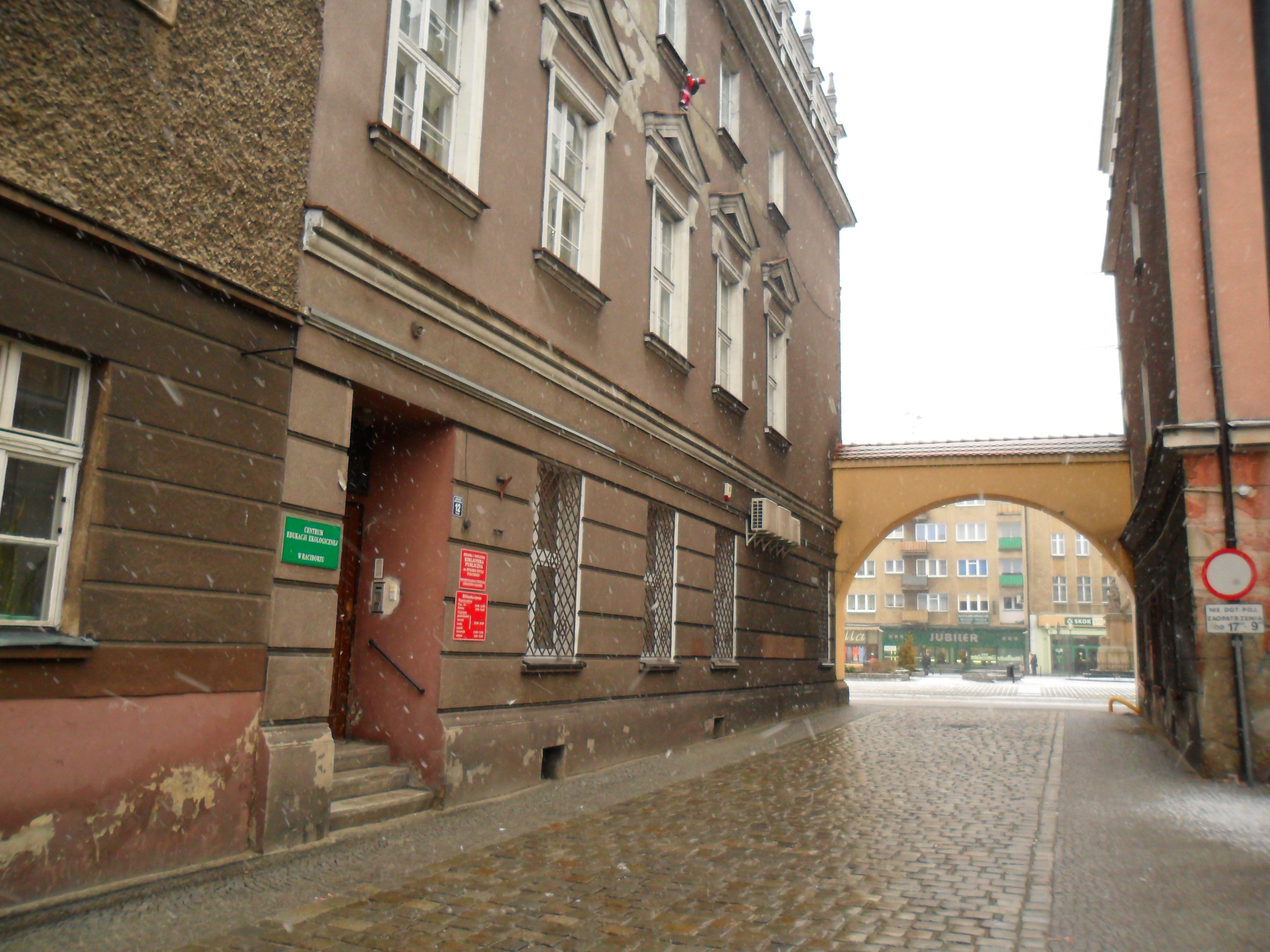
Wejście do Wypożyczalni i Czytelni Naukowej na Rynku 12

Biblioteka Główna ma za zadanie zaspokajać potrzeby czytelnicze mieszkańców dzielnicy, w której działa, a także poszerzonych potrzeb czytelniczych mieszkańców całego miasta. Składa się z 4 agend: Wypożyczalni Głównej, Wypożyczalni i Czytelni Oświatowo-Naukowej, Oddziału dla Dzieci i Oddziału Muzycznego.
Wypożyczalnia Główna mieści się przy ul. Kasprowicza 12 i jej zbiory przeznaczone są dla czytelników powyżej 15 roku życia. W tej agendzie biblioteki czytelnicy mają zapewniony dostęp do Internetu oraz ksera. Przy Wypożyczalni Głównej działają 2 kluby: Dyskusyjny Klub Książki oraz Klub Miłośników Fantastyki i RPG „Bastion”.
Wypożyczalnia i Czytelnia Naukowa mieści się na Rynku pod numerem 12 i jej zbiory przeznaczone są dla czytelników powyżej 15 roku życia. W tej agendzie biblioteki czytelnicy mają zapewniony dostęp do Internetu oraz ksera. W Wypożyczalni i Czytelni Oświatowo-Naukowej działa także Centrum Edukacji Ekologicznej i Punkt Informacji Europejskiej.
EUREKA – Wypożyczalnia dla Dzieci i Młodzieży mieści się przy ul. Kasprowicza 12 i jej zbiory przeznaczone są dla czytelników do 15 roku życia. W tej agendzie biblioteki czytelnicy mają zapewniony dostęp do Internetu. Oddział dla Dzieci organizuje lekcje biblioteczne oraz powiatowe międzybiblioteczne konkursy plastyczne. Przy tej agendzie działa także Klub Scrabble. Oddział dla dzieci składa się z wypożyczalni oraz dwóch czytelni.
Mediateka mieści się przy ul. Kasprowicza 12 i jej zbiory przeznaczone są dla wszystkich czytelników. Ta agenda współpracuje m.in. z miejskim oddziałem Polskiego Związku Niewidomych, a także z Domem Pomocy Społecznej „Złota Jesień”, gdzie dociera ze swoimi zbiorami do pensjonariuszy. Oddział Muzyczny organizuje również lekcje biblioteczne, w tym lekcje dla uczniów Ośrodka Szkolno-Wychowawczego Niesłyszących i Słabosłyszących w Raciborzu, gdzie zajęcia prowadzone są w języku migowym. Agenda współorganizuje Międzyprzedszkolny Przegląd Kolęd i Pastorałek.

### Filie
Filia Nr 1 Studzienna mieści się przy ul. Bojanowskiej 5 w Studziennej. Od 2002 roku placówka mieści się w Szkole Podstawowej nr 5. Oferta biblioteki skierowana jest przede wszystkim do dzieci. W placówce znajduje się kącik czytelniczy dla 4 osób.
Filia Nr 2 Ostróg mieści się przy ul. Rudzkiej 38/3 na Ostrogu. Oferta biblioteki skierowana przede wszystkim do dzieci i młodzieży. Placówka organizuje lekcje biblioteczne oraz zajęcia z języka migowego i pantomimy. W filii czytelnicy mogą korzystać z Internetu. Placówka współpracuje ze szkołą specjalną organizując zajęcia dla osób niepełnosprawnych.
Filia Publiczno-Szkolna Nr 3 Ocice mieści się przy ul. Tuwima 1 na Ocicach. Oferta biblioteki skierowana jest przede wszystkim do dzieci. Placówka współpracuje z Zespołem Szkolno-Przedszkolnym nr 2. Przy bibliotece działa amatorski teatrzyk kukiełkowy. Placówka posiada czytelnie, w której dostępne są 24 miejsca oraz 5 stanowisk komputerowych. W filii czytelnicy mają dostęp do Internetu i ksera.
Filia Nr 4 Szpital Rejonowy przy ul. Gamowskiej 3. Od 2004 roku placówka mieści się na parterze szpitala. Oferta biblioteki skierowana jest do pacjentów i personelu szpitala, a książki dostarczane są na oddziały, w których przebywają pacjenci.
Filia Publiczno-Szkolna Nr 5 Płonia mieści się w Szkole Podstawowej nr 2 przy ul. Sudeckiej 2 na Płoni. Placówka współpracuje ze szkołą oraz parafią św. Paschalisa. W 1997 roku podczas powodzi biblioteka straciła cały swój księgozbiór. Placówka ponadto donosi książki dla pensjonariuszy Domu Pomocy Społecznej przy pl. Jagiełły.
Filia Publiczno-Szkolna Nr 8 mieści się przy ul. Żorskiej 2. Oferta placówki skierowana jest przede wszystkim do uczniów Gimnazjum nr 3 oraz Szkoły Podstawowej nr 18. Biblioteka organizuje lekcje biblioteczne.
Filia Nr 9 Brzezie mieści się przy ul. Myśliwca 9 w Brzeziu. Placówka współpracuje ze Szkołą Podstawową nr 3 oraz Przedszkolem Nr 16.
Filia Publiczno-Szkolna Nr 10 Markowice mieści się w Szkole Podstawowe nr 14 przy ul. Jordana 6 w Markowicach. W styczniu 2001 roku filia została połączona z biblioteką szkolną i działa jako Biblioteka Publiczno-Szkolna. Placówka oferuje czytelnikom dostęp do Internetu.

## Zbiory
Księgozbiór Wypożyczalni Głównej stanowi beletrystyka, biografie oraz literatura popularnonaukowa. Ponadto w zbiorach znajdują się książki w języku czeskim i angielskim. Księgozbiór Wypożyczalni i Czytelni Naukowej składa się przede wszystkim z literatury naukowej i popularnonaukowej oraz lektur. W Wypożyczalni tej agendy w przypadku gromadzenia księgozbioru literatury naukowej i popularnonaukowej uwzględnia się zapotrzebowanie społeczności akademickiej. Oprócz tego księgozbiór stanowi literatura piękna (również w językach obcych), lektury oraz literatura regionalna. W Czytelni tej agendy dostępny jest księgozbiór podręczny historyczny i współczesny ze wszystkich dziedzin wiedzy. Ponadto znajdziemy tam czasopisma popularnonaukowe, młodzieżowe, obcojęzyczne, regionalne, o tematyce unijnej i ekologicznej. Czytelnicy mają dostęp do 4 stanowisk komputerowych, na których mogą korzystać z elektronicznych nośników informacji oraz do 2 stanowisk do mikrofilmów, gdzie mogą korzystać z mikrofilmów Nowin Raciborskich z lat 1889−1920. Księgozbiór Eureki stanowi beletrystyka, literatura popularnonaukowa oraz lektury dla dzieci i młodzieży. Zbiory tej agendy liczą 17 797 egzemplarzy książek, 100 dokumentów elektronicznych oraz 78 egzemplarzy zbiorów specjalnych. Zbiory Mediateki stanowią płyty CD, DVD, kasety video, kasety magnetofonowe, książka mówiona, nuty, książki i śpiewniki.
Księgozbiór Filii Nr 1 w Studziennej składa się z literatury dla dzieci i młodzieży, literatura pięknej dla dorosłych oraz literatury popularnonaukowej. Zbiory Filii Nr 2 na Ostrogu stanowi literatura dziecięca i młodzieżowa, beletrystyczna, naukowa oraz lektury. Zbiory Filii Nr 3 na Ocicach dzielą się na dwa księgozbiory: szkolny oraz publiczny. Księgozbiór stanowi zestaw lektur dla szkoły podstawowej, książki w języku niemieckim, lektury na kasetach video, literatura dziecięca i młodzieżowa. Zbiory Filii Nr 4 w Szpitalu Rejonowym stanowi literatura piękna dla dzieci i młodzieży, literatura piękna dla dorosłych i literatura popularnonaukowa. Księgozbiór Filii Nr 5 Płonia stanowią lektury, literatura naukowa i popularnonaukowa. Zbiory Filii Nr 8 zawierają lektury, literaturę piękną dla młodzieży, literaturę piękną dla dorosłych, literaturę naukową i popularnonaukową. Księgozbiór Filii Nr 9 Brzezie stanowi literatura piękna, lektury szkolne, literatura naukowa i popularnonaukowa. Zbiory Filii Nr 10 Markowice zawierają lektury, beletrystykę, książki popularnonaukowe, dokumenty elektroniczne oraz czasopisma.